# Кейт Клейборн
Кейт Клейборн (на английски: Kate Clayborn) е американска писателка на произведения в жанра любовен роман.

## Биография и творчество
Кейт Клейборн е родена в САЩ. Има магистърска и докторска степен.
Първият ѝ роман „Късметът на начинаещия“ от поредицата „Шанс на живота“ е публикуван през 2017 г. Три приятелки импулсивно купуват лотариен билет, неподозирайки, че животът им ще се промени, а най-голямата печалба ще бъде любовта. В първия роман от трилогията е разказана историята на една от тях – Kит Авърин.
Кейт Клейборн живее със семейството си във Вирджиния.

## Произведения

### Серия „Шанс на живота“ (Chance of a Lifetime)
1. Beginner's Luck (2017)
Късметът на начинаещия, изд.: ИК „Ибис“, София (2018), прев. Вера Паунова
2. Luck of the Draw (2018)
Неочаквана печалба, изд.: ИК „Ибис“, София (2019), прев. Ирина Ценкова
3. Best of Luck (2018)

## Самостоятелни романи
- Love Lettering (2019)
- Love at First (2021)